# Hermann Reuß
Hermann Reuß (* 5. April 1848 in Harzgerode, Anhalt; † 26. Februar 1931 in Mährisch Weißkirchen, Tschechoslowakei) war ein deutscher Forstmann, Fachbuchautor und Pädagoge.

## Leben und Wirken
Hermann Reuß stammt aus einer alten anhaltischen Försterfamilie. Er war das dritte Kind des höheren Forstbeamten Louis Reuß und seiner Ehefrau Karoline geb. Brocke. Er zog im Alter von acht Jahren mit seinen Eltern und fünf Geschwistern nach Schloss Wittgenstein bei Laasphe, nachdem sein Vater dort 1857 zum Oberforstrat ernannt und ihm die Leitung der Fürst Sayn-Wittgenstein-Hohenstein´schen Rentkammer anvertraut wurde. Hermann Reuß besuchte das Gymnasium in Arnsberg und absolvierte wie sein Bruder Carl ein Forststudium an der Forstakademie Tharandt. Er wurde Mitglied des Corps Silvania und zeichnete sich als Senior aus.
Nachdem sein Vater seine Stellung als Leiter der Fürst Wittgenstein´schen Forstverwaltung gekündigt hatte und zum 1. April 1872 einem Ruf des Fürsten Josef Franz Hieronymus von Colloredo-Mannsfeld folgte, um dessen forstliche Domänen zu verwalten, zog die Familie Reuß nach Dobrisch in Böhmen. Zum Dr. Ing. promoviert, trat Hermann im selben Jahr als Forstmeister ebenfalls in die Dienste der dortigen Forstverwaltung. 1879 war er dort als Dozent tätig.
Etwa ab 1878 begann Hermann Reuß seine professionelle literarische Arbeit und verfasste eine Reihe von forstlichen Abhandlungen und Aufsätzen. Besonders hervorzuheben ist sein Lehr- und Handbuch „Die forstliche Bestandesgründung“, das er 1907 veröffentlichte. Es gilt als ein Standardwerk der Forstwissenschaften und wird bis in die Gegenwart nachgedruckt. Seine Qualifikation brachte ihm den Ruf an die mährisch-schlesische Höhere Forstschule auf der Eulenburg in Eulenberg  ein, deren fünfter Direktor er wurde und der er bis 1917 fast 20 Jahre vorstand. Unter seiner Leitung wurde dieses Institut 1898 von Eulenberg nach Mährisch Weißkirchen  verlegt.
Im Jahre 1877 heiratete er die Tochter des fürstlichen Domänen-Direktors, Rosa Bohutinsky. Aus der Ehe gingen vier Kinder hervor.
Hermann Reuß starb mit fast 83 Jahren in Hranice und wurde auf dem Stadtfriedhof im Ehrengrab Nr. 157 bestattet.

## Schriften
- Die Baummesskluppe mit Registrierapparat und Zählwerk zur Erleichterung der Bestandesmassenaufnahme und zur Kontrolle der Nutzholzabpostung. H. Reuß jun. Prag 1882
- Die Schalbeschädigung durch Hochwild, speciell in Fichtenbeständen. Verlag Julius Springer, Berlin 1888
- Aufforderung und Anleitung zur Bekämpfung der Nonne aus rein praktischen Gesichtspunkten. Hermann Reuß, Fürstlich Colloredo-Mansfeld´scher Forstmeister, Verlag Moritz Perses, Wien 1892
- Zur Illustration der Folgenachtheile der Schälbeschädigung durch Hochwild im Fichtenbestande. Ueber Anregung des Specialcomités für Forstwirthschaft und Holzhandel zur Veranstaltung der     Collectivausstellung Oesterreichs in Gruppe IX der Weltausstellung in Paris- Helios, Wien 1900
- Ueber die nachtheiligen Einflüsse naturwidrig-misshandelnder Pflanzmethoden auf die Bestandeszukunft mit specieller Bezugnahme auf die Fichte. Im Verlage des Special-Comités für Forstwirthschaft und Holzhandel, Wien 1901
- Ueber die nachtheiligen Einflüsse naturwidrig-misshandelnder Pflanzmethoden auf die Bestandeszukunft. Mit specieller Bezugnahme auf die Fichte. Festschrift zur Feier des 50-jährigen Bestandes der Mähr.-Schles. Höheren Forstlehranstalt, Aussee, Eulenberg, Mähr.-Weisskirchen. Mähr.-Schles. Forstschulverein, 1902
- Die forstliche Bestandesgründung. Ein Lehr- und Handbuch für Unterricht und Praxis. Auf neuzeitlichen Grundlagen bearbeitet von Hermann Reuß, k.k. Oberforstrat, Direktor der höheren Forstlehranstalt Mährisch-Weißkirchen, Julius Springer-Verlag, Berlin, Heidelberg 1907 urn:nbn:de:1111-20120414230
- Der Forsthaushalt aufgelöst in seine praktischen Einzelverrichtungen auf dem Gebiet der Wirtschaft und Verwaltung. Verlag G. Freytag, Leipzig, Verlag F.Tempsky, Wien 1918